# Casualties of War
Casualties of War is een Amerikaanse oorlogsfilm uit 1989 van Brian De Palma. De film is gebaseerd op een waargebeurd incident tijdens de Vietnamoorlog. De inspiratie werd gevonden in een artikel van Daniel Lang in The New Yorker.

## Verhaal
Aan het begin van zijn Tour of Duty belandt soldaat Eriksson in het peloton van sergeant Meserve. Tijdens een eerste incident wordt Eriksson door Messerve gered uit een tunnel. Wanneer een ander lid van het peloton sneuvelt en na een reeks tegenslagen beginnen de soldaten, aangezet door Meserve, zich steeds meer als beesten te gedragen. Een jonge vrouw wordt ontvoerd, met als enige doel haar te gebruiken en te verkrachten. Wanneer ze uiteindelijk een poging doet om te ontsnappen wordt ze vermoord. Onder druk van oorlogsgebeurtenissen wordt Eriksson onvrijwillig medeplichtig aan deze misdaden. Hij brengt de affaire onder de aandacht van de krijgsraad en dit wordt hem niet in dank afgenomen.

## Rolverdeling
| Acteur         | Personage                                       |
| -------------- | ----------------------------------------------- |
| Michael J. Fox | soldaat 1ste klas Max Eriksson                  |
| Sean Penn      | sergeant Tony Meserve                           |
| Don Harvey     | korporaal Thomas E. Clark                       |
| John C. Reilly | soldaat 1ste klas Herbert Hatcher               |
| John Leguizamo | soldaat 1ste klas Antonio Diaz                  |
| Thuy Thu Le    | Than Thi Oanh / Aziatische studente op de trein |
| Erik King      | Brown                                           |
| Ving Rhames    | luitenant Reilly                                |
| Dale Dye       | kapitein Hill                                   |
| Jack Gwaltney  | Rowan                                           |
| Holt McCallany | luitenant Kramer                                |
| Dan Martin     | Hawthorne                                       |
| Wendell Pierce | MacIntire                                       |
| Sam Robards    | aalmoezenier-kapitein Kirk                      |

## Nominaties
| Jaar | Prijs                                      | Genomineerde(n) | Uitslag     |
| ---- | ------------------------------------------ | --------------- | ----------- |
| 1990 | Golden Globe Award for Best Original Score | Ennio Morricone | Genomineerd |